# Wieża Urbana
Wieża Urbana (słow. Urbanova veža) – gotycka kampanila pokryta czterospadowym dachem znajdująca się w Koszycach na Słowacji. Została wzniesiona w XIV wieku. Pełniła funkcję wolnostojącej dzwonnicy dla Katedry św. Elżbiety. 
W środku zainstalowany jest ważący 7 ton dzwon kościelny poświęcony świętemu Urbanowi, patronowi winiarzy. Odlał go ludwisarz Franciscus Illenfeld z Ołomuńca w 1557 roku.
Piramidalny dach został skonstruowany w 1775 roku w stylu barokowym; jest zwieńczony żelaznym krzyżem lotaryńskim. W 1912 roku wokół wieży wybudowano arkadowy pasaż. W ściany zewnętrzne budowli wmurowano 36 nagrobków pochodzących głównie z XIV–XV wieku. Jeden z nich datowany jest na IV wiek, przypisuje mu się pochodzenie z czasów Cesarstwa Rzymskiego. 
W 1966 r. w pożarze spłonął dach wieży, zaś zabytkowy dzwon „Urban” został zniszczony. Zrekonstruowaną budowlę otwarto ponownie w 1971 r. W 1994 r. wieża wróciła w posiadanie pierwotnego właściciela, tj. Kościoła. Poskładany z kawałków dzwon "Urban" w 1989 r. umieszczono przed wieżą. Jego funkcjonalną kopię, wykonaną przez pracowników koszyckiej huty (wówczas Východoslovenské železiarné) jako dar miasta Koszyce, zawieszono w 1996 r. w środku kampanili. 
Od 1977 r. w wieży znajdowała się ekspozycja przedstawiająca dzieje artystycznego odlewnictwa z zasobów Muzeum Wschodniosłowackiego. Od roku 1994 w wieży funkcjonował bar, zaś od 2004 r. muzeum figur woskowych, w którym prezentowane były eksponaty przedstawiające sławne postaci związane z regionem. Obecnie wieża jest niezagospodarowana.